# Lyndon Harrison
Lyndon Harrison (n. 28 septembrie 1947, Oxford, Anglia, Regatul Unit – d. 18 octombrie 2024, Chester, Anglia, Regatul Unit) a fost un om politic britanic, membru al Parlamentului European în perioada 1989-1999 din partea Marii Britanii și membru al Camerei Lorzilor între 1999–2022.